# 山本悟司
山本 悟司（やまもと さとし、1967年 - ）は、日本の建設・国土交通技官。埼玉県副知事を経て、国土地理院長。

## 経歴
長野県出身。1989年、東京理科大学理工学部土木工学科卒業。同年建設省入省。国土交通省関東地方整備局東京外かく環状道路調査事務所長、九州地方整備局福岡国道事務所長、国土交通省大臣官房技術調査環境安全・地理空間情報技術調整官、道路局企画課道路経済調査室長、京都府建設交通部長、国土交通省関東地方整備局道路部長などを歴任。
2020年、西日本高速道路執行役員。2022年、埼玉県副知事。2024年7月6日、国土地理院長。2025年8月1日、大臣官房付・即日辞職。